# Hluchov (přírodní památka)
Hluchov je přírodní památka v katastrálním území obce Brandýs nad Labem – Stará Boleslav v okrese Praha-východ. Těsně sousedí s řekou Labe. Předmětem ochrany je výskyt lužního lesa s typickými zástupci fauny a flóry polabské nížiny. Tento les musel v historii čelit mnoha tlakům – např. jako lesopark a loviště brandýského zámku. Po početných úpravách splavnosti Labe  z této oblasti vymizely sezónní povodně. Za přírodní památku byl Hluchov vyhlášen 22. září 1995. Nachází se v nadmořské výšce okolo 170 metrů.
Nejvýraznější dřevinou je dub letní. V bylinném patře se nachází typické jarní lesní rostliny. Území funguje jako refugium mnohých ptačích druhů – i proto zde můžeme pozorovat silně ohrožený druh – ledňáčka říčního. Mezi další silně ohrožené živočichy vyskytující se na tomto území patří užovka obojková, slepýš křehký nebo rosnička zelená.

## Lokalita

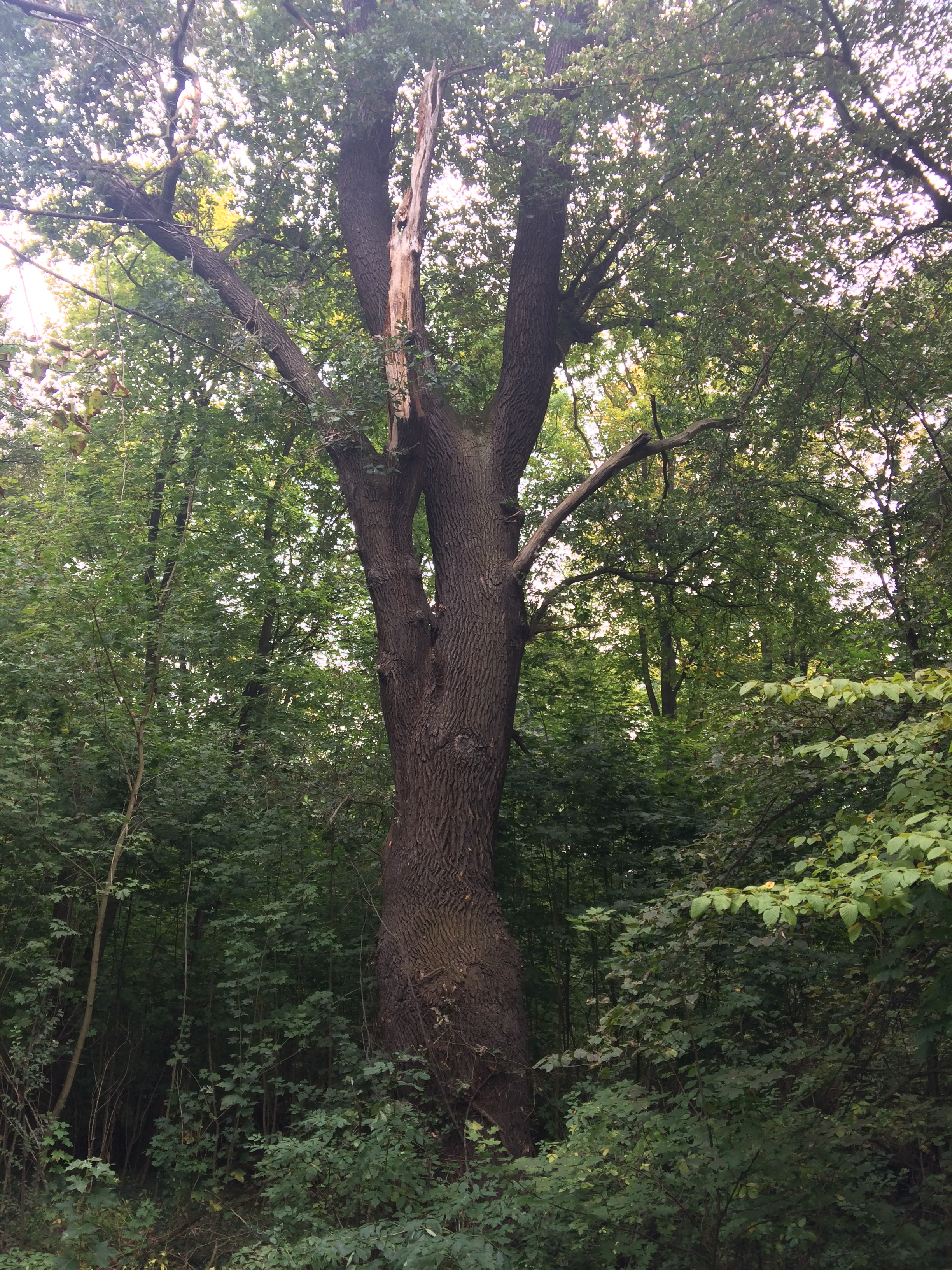
Dub letní

Hluchov se nachází mezi Brandýsem nad Labem a Starou Boleslaví, které tvoří souměstí. Následkem toho je Hluchovem vedená komunikace spojující města a veřejnost, přirozeně se pohybující z jedné části města do druhé tak vytváří tlak na toto území. Území je ze severu přirozeně ohraničeno tůní (slepé rameno Labe) a z jihu protékající řekou Labe. Komunikace rozděluje území na starší východní a mladší západní část. V oblasti se často vyskytují padlé kmeny či odumírající stromy, na několika místech můžeme pozorovat přirozenou obnovu lesa. Hluchov se nachází v nadmořské výšce 170 metrů. Výměra území tvoří 7,12 ha.

## Historie

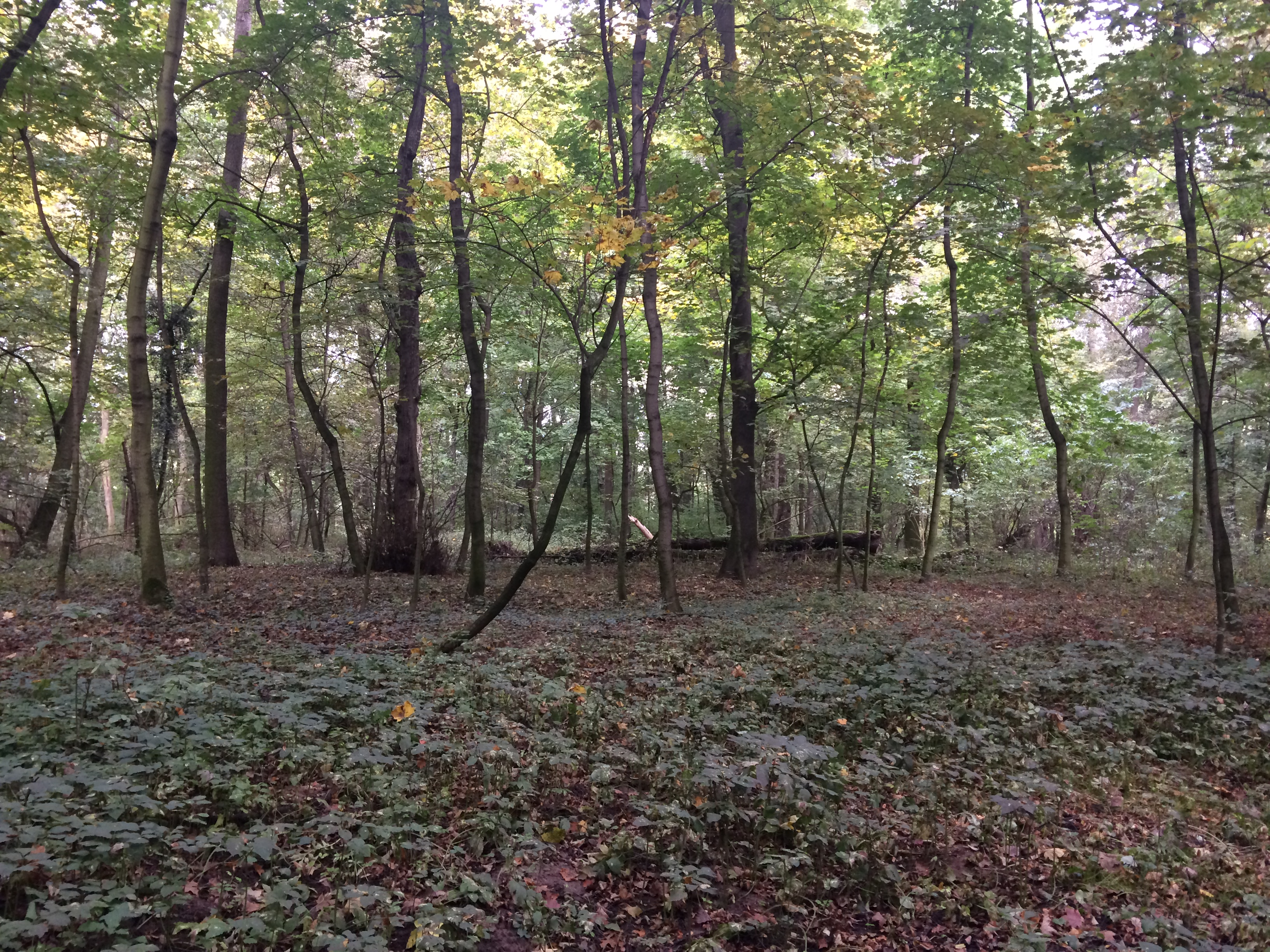
Lužní les v Hluchově

Díky sousedství Hluchova s řekou Labe, bylo toto území obýváno již od počátku neolitu. Přes dlouhodobé užívání člověkem se ale zdá, že zůstala zachována původní druhová skladba, protože les nebyl nikdy zcela degradován. V období středověku zůstal les zachován především díky tomu, že náležel ke královským lovištím. Za období vlády Habsburků patřil Hluchov, jako součást zámeckých zahrad, k Zámku Brandýs. Po první světové válce byl Hluchov zestátněn a první chráněné území bylo vyhlášeno roku 1933. To ale zaniklo spolu s Československem roku 1939.
Využití Labe jako dopravní cesty si vyžádalo několik regulačních zásahů do toku řeky. První práce na zlepšení splavnění Labe v této oblasti proběhly již roku 1831. Od tohoto roku probíhaly další regulační zásahy nepravidelně. Dokončení stavby plavební komory v Brandýse nad Labem roku 1936 mělo za následek značný úbytek zaplavování Hluchova. Roku 1994 se pak plavební komora modernizovala a břeh řeky přiléhající k Hluchovu byl téměř celý zpevněn a vybetonován. Dne 22. září 1995 byl Hluchov vyhlášen za přírodní památku.

## Přírodní poměry
Oblast geologicky náleží kvartéru a hydrologicky spadá do povodí Labe. Mezi hlavní druhy půd patří nivní a glejové půdy, které leží na písčitých uloženinách. Průměrná roční teplota vzduchu je okolo 9,5 °C, což představuje jednu z nejvyšších průměrných teplot v České republice. Roční úhrn srážek činí 530 – 581 mm.
Hluchov je lužní les, kde se nachází tzv. tvrdý luh. Převládají zde dřeviny s tvrdým dřevem jako duby, jilmy či jasany. Tvrdý luh je ovlivněn zejména pravidelnými záplavami lesa, ale voda se zdržuje kratší dobu než v případě měkkého luhu. V minulosti bylo území zaplavováno každoročně, a to hlavně z jara. Po dokončení úprav splavnosti Labe povodně z této oblasti, až na pár výjimek, vymizely.

### Flóra
Mezi nejvýraznější dřeviny rostoucí na lokalitě patří dub letní (Quercus robur), který tvoří zároveň nejstarší zástupce. Hojně je zde i lípa malolistá (Tilia cordata), jasan ztepilý (Fraxinus excelsior), jilm polní a jilm vaz (Ulmus minor a Ulmus laevis), topol černý a bílý (Populus nigra a Populus alba), olše lepkavá (Alnus glutinosa). Značný antropogenní vliv je znát na výskytu jírovce maďalu (Aesculus hippocastanum) podél bývalých alejových cest.
V podrostu stromů nacházíme typické rostliny jarního aspektu (využívají doby, kdy stromy ještě nemají listy): česnek medvědí (Allium ursinum), česnáček lékařský (Alliaria officinalis), křivatec žlutý (Gagea lutea) a dymnivka dutá (Corydalis cava). Mezi další typické lužní druhy patří orsej jarní (Ficaria bulbifera), sasanka hajní (Anemone nemorosa), bršlice kozí noha (Aegopodium podagraria) a jiné.

### Fauna
Co se fauny týče, je oblast velmi poznamenaná nedalekou a dlouho trvající lidskou činností. Původní druhy velkých obratlovců (např. bobr) byly nahrazeny druhy zavlečenými (zdivočelá domácí zvířata, norek americký aj.). Z ptáků se tu vyskytuje například ledňáček říční (Alcedo atthis), konipas horský (Motacilla cinerea), vlaštovka obecná (Hirundo rustica) či lejsek bělokrký (Ficedula albicollis). Přírodní památka bez pochyby funguje jako refugium ptačích druhů a poskytuje vhodná místa ke hnízdění. Savci jsou zastoupeni netopýrem velkouchým (Myotis bechsteinii) nebo třeba plšíkem lískovým (Muscardinus avellanarius). Žije zde i chráněná užovka obojková (Natrix natrix) či skokan štíhlý (Rana dalmatina).

## Ochrana
Jako hlavní důvod vzniku této přírodní památky byla ochrana zbytku lužního lesa a jeho typické vegetace a fauny. V lese se také vytvořilo vhodné prostředí pro xylobionty. V areálu nebyly pozorovány žádné druhy kriticky ohrožené, ale vyskytuje se zde několik druhů silně ohrožených a to například: užovka obojková (Natrix natrix), slepýš křehký (Angius fragilis), rosnička zelená (Hyla arborea) nebo třeba již zmiňovaný ledňáček říční (Alcedo atthis). Oblast není a nikdy nebyla navrhována na EVL či NATURA 2000.

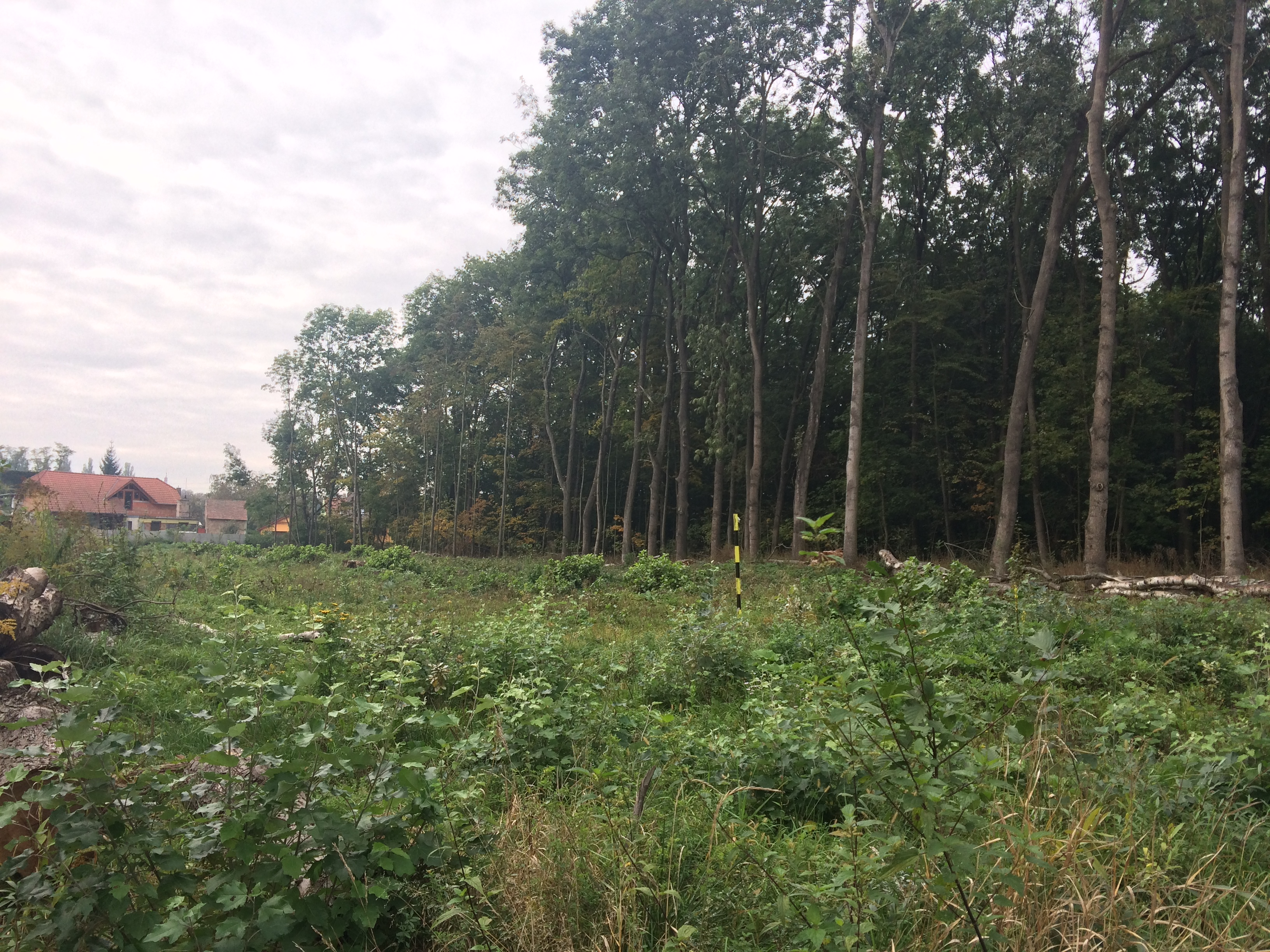
Holoseč provedená v roce 2015

Do roku 2005 bylo provedeno 6 managementových zásahů, týkajících se především úklidu oblasti či odstranění rizikových dřevin. Poslední plán péče měl platnost v období let 2006 – 2015. Jako dlouhodobý cíl zde bylo stanoveno ponechání větší části lesa přirozenému vývoji. Až na okolí cest a místní komunikace by zde tak neměly probíhat větší zásahy člověka. V současné době není schválený žádný aktuální plán péče.
V červnu roce 2015 byl podán krajským úřadem Středočeského kraje návrh na zrušení přírodní památky, který byl ale zamítnut. Následně byla udělena městským úřadem Brandýsa nad Labem - Staré Boleslavi výjimka ze zákazu provedení mýtní těžby a v prosinci 2015 byla provedena na části území holoseč, která byla zdůvodněná havarijním stavem dřevin a zajištěním bezpečnosti osob. V roce 2016 proběhlo několik údržeb.

## Vliv člověka

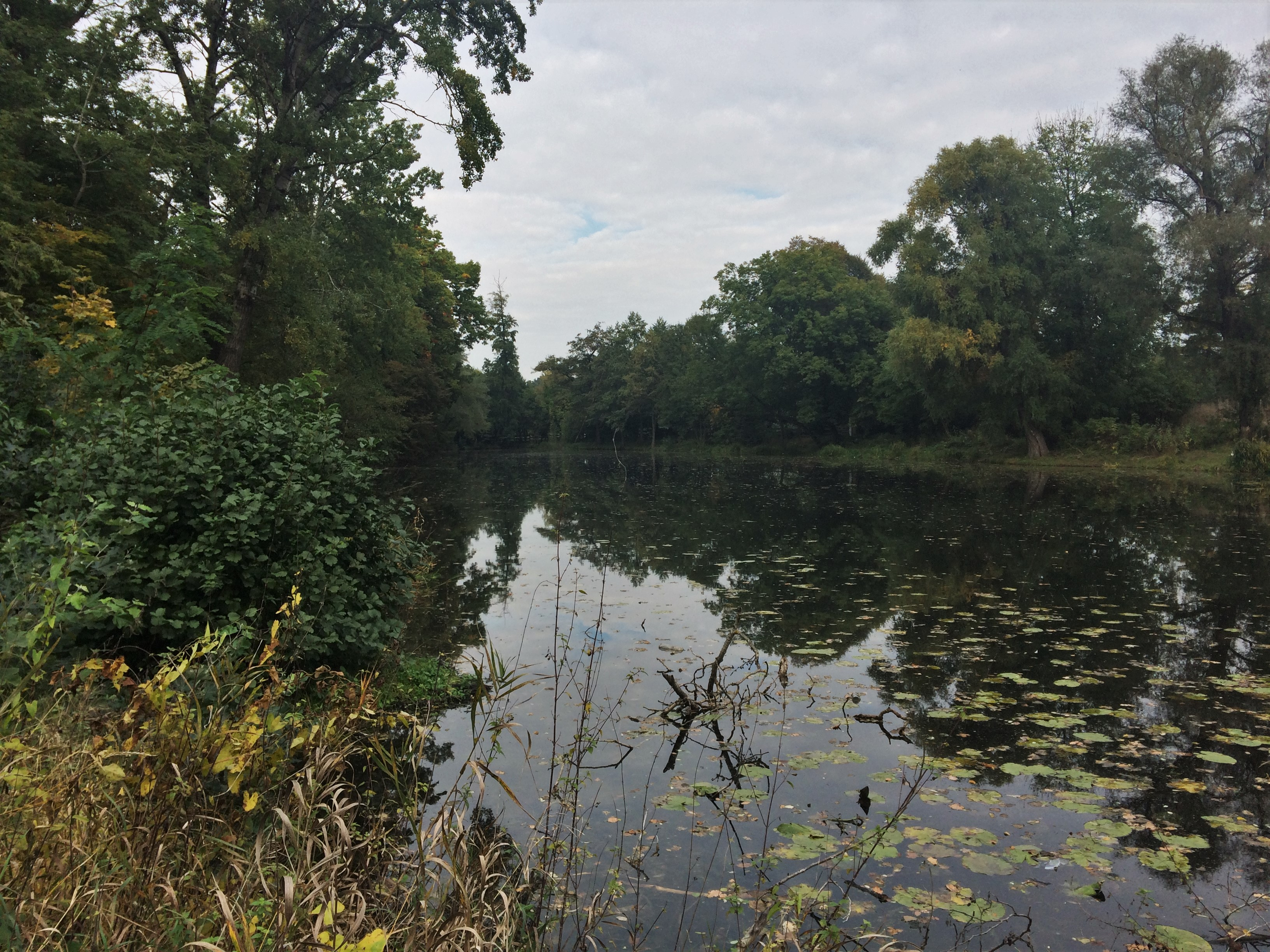
Tůň tvořící severní hranici Hluchova

V přilehlé tůni probíhá intenzivní rekreační rybaření, čímž může docházet k příležitostnému plašení ptáků hnízdících u břehů. Vzhledem k obklopení Hluchova oběma městy, se pod pilíři mostu místní komunikace vzácně objevují bezdomovci či narkomani. Les je pravidelně čištěn obyvateli města v nárazových událostech, např. při příležitosti Dne Země. V blízkosti se nachází jezdecké centrum, les tak slouží pro vyjížďky na koních, ale i pro pěší procházky. Výjimečně se v oblasti konaly např. orientační běhy.
Na jižním okraji prochází modrá turistická značka spolu s naučnou stezkou – nachází se zde i informační cedule se stručnou historií a popisem významu lokality. Do území lesa je vstup na vlastní nebezpečí díky možnému pádu stromů.